# Guillaume du Mont (théologien)
Pour les articles homonymes, voir Guillaume du Mont.

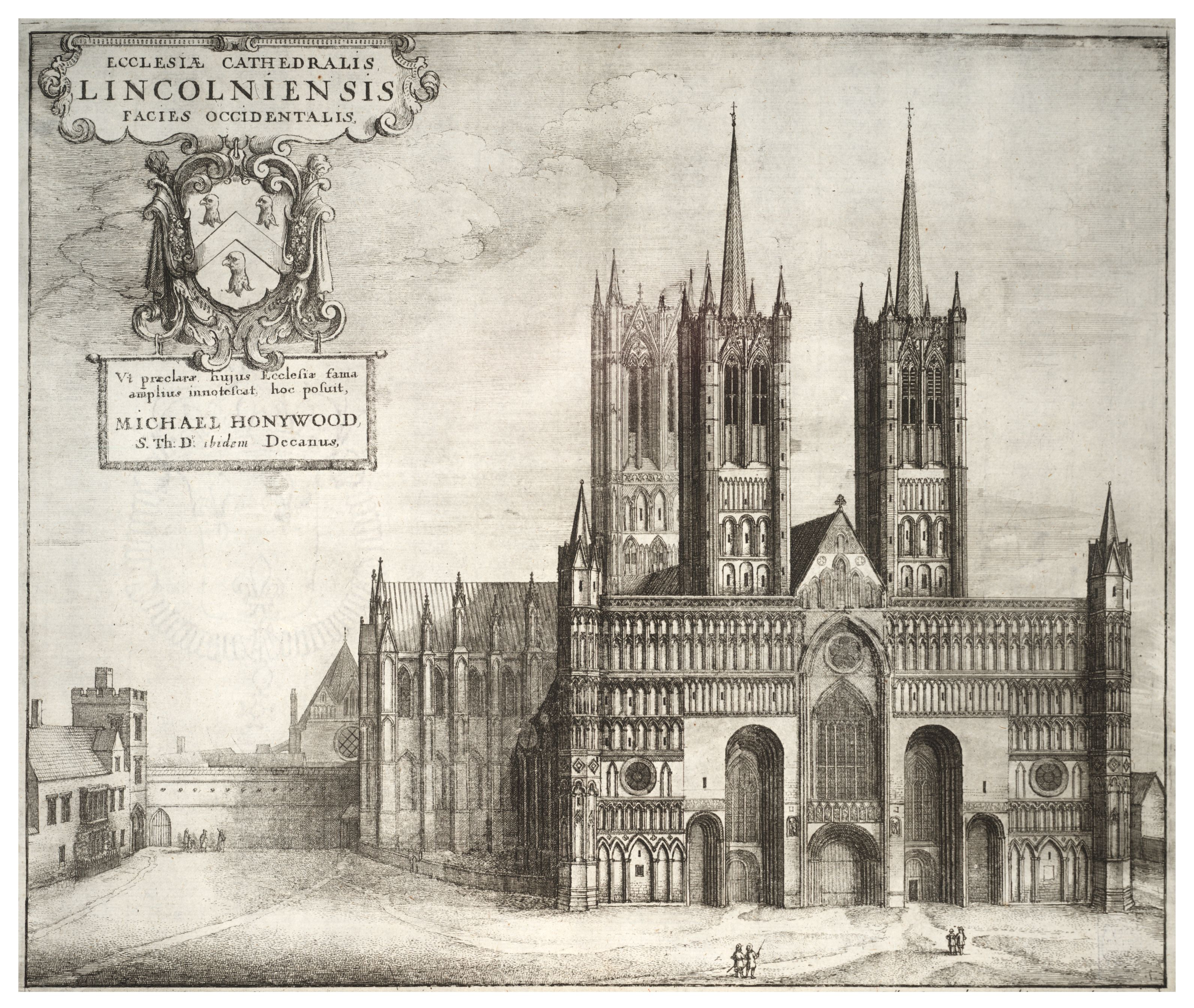
Les tours ouest de la cathédrale de Lincoln (gravure de Wenceslas Hollar).

Guillaume du Mont (ou Guillelmis de Monte; mort en 1213) est un théologien et écolâtre. Il étudia à Paris dans les années 1160 sous la direction de Pierre le Mangeur, avant d'ouvrir sa propre école sur la Montagne Sainte-Geneviève ; il y eut pour élève Alexandre Neckam. Au cours des années 1180, Hugues de Lincoln le fit maître de la cathédrale de Lincoln, et ses conférences y attiraient des étudiants de toute la Grande-Bretagne; entre lesquels Samuel Presbiter et Richard de Wetheringsett. Promu chancelier du chapitre en 1194, il conserva cet office jusqu'à sa mort en 1213.